# Sean Downs
Sean Downs (* 6. Februar 1967) ist ein ehemaliger US-amerikanischer Dartspieler.

## Karriere
Sean Downs nahm 1993 an der Weltmeisterschaft der BDO teil, wo er jedoch in Runde 1 gegen den Kanadier Albert Anstey ausschied. Es folgte der Wechsel zum neugegründeten World Darts Council (später: Professional Darts Corporation). Dort nahm er an insgesamt fünf Weltmeisterschaften des Verbands teil, konnte jedoch nie die nächste Runde erreichen.
Beim World Matchplay 1996 konnte er nach Siegen über Keith Deller und Cliff Lazarenko bis ins Viertelfinale vordringen, wo er sich Peter Evison jedoch geschlagen geben musste.

## Weltmeisterschaftsresultate

### BDO
- 1993: 1. Runde (0:3-Niederlage gegen  Albert Anstey)

### PDC
- 1994: Vorrunde (2:3-Niederlage gegen  Eric Bristow; 2:3-Niederlage gegen  Rod Harrington)
- 1995: Vorrunde (1:3-Niederlage  Phil Taylor; 3:0-Sieg gegen  Gerald Verrier)
- 1996: Vorrunde (2:3-Niederlage gegen  Keith Deller; 3:0-Sieg gegen  Kevin Spiolek)
- 1997: Vorrunde (1:3-Niederlage gegen  Rod Harrington; 3:1-Sieg gegen  Shayne Burgess)
- 1999: 1. Runde (2:3-Niederlage gegen  Harry Robinson)